# 夏からの長い旅
『夏からの長い旅』（なつからのながいたび）は、日本のハードボイルド・推理作家大沢在昌が著した長編ハードボイルド小説。

## 概要

### 刊行経緯
- 1985年4月　角川書店より『夏からの長い旅』刊行。
- 1991年12月　角川文庫より『夏からの長い旅』刊行。
- 1997年2月　勁文社より『夏からの長い旅』刊行。

### 形態
主人公・木島の一人称で語られる。

### 作品観察
本作は「新宿鮫」などといった活劇ものではなく、かなり硬派のハードボイルド小説である。後の大沢の作品「秋に墓標を」にも受け継がれる〝男は愛する女のためにどこまでできるか〟がテーマである。

## あらすじ
私と恋人・久爾子に忍び寄る魔の手。正体は？私は見えない敵を探す。